# Solanilla
Solanilla (aragonesisch Solaniella) ist ein spanischer Ort in der Provinz Huesca der Autonomen Gemeinschaft Aragonien. Solanilla, im Pyrenäenvorland liegend, gehört zur Gemeinde Sabiñánigo. Der Ort hatte 17 Einwohner im Jahr 2015.

## Geographie
Der Ort im Pyrenäenvorland liegt etwa 19 Kilometer südöstlich von Sabiñánigo in der als La Guarguera bezeichneten Landschaft. Südlich von Solanilla befindet sich die Sierra de Aineto.

## Sehenswürdigkeiten

Kirche San Esteban

- Kirche San Esteban